# 老福雷斯特·瑪氏
老福雷斯特·瑪氏（1904年3月21日—1999年7月1日），美國商人，建立瑪氏食品王國的主要推手。他是瑪氏食品創辦人富蘭克林·C·瑪氏和他第一任妻子埃塞爾·G·瑪氏所生的兒子。他於1923年、1932年和1941年分別將銀河巧克力棒、瑪氏巧克力棒和M&M's引入市場。

## 早年生活及事業
瑪氏於明尼苏达州沃迪纳出生，在加拿大薩斯喀徹溫省長大。他的雙親在他孩童時離婚，他很少與父親接觸。中學畢業後，他考進了加利福尼亞大學柏克萊分校，之後轉至耶鲁大学，並於1928年完成工业工程学學位。
成年之後，瑪氏與父親重聚，到瑪氏食品辦公，但他希望公司可以拓展海外市場的主意沒有得到父親的讚許，瑪氏因此要求父親回購自己的股份。在這段與父親疏遠的期間，他發明了瑪氏巧克力棒和麥提莎，並在歐洲短暫為雀巢及三角巧克力工作。
1932年， 他在英國收購了查倍尔兄弟公司（Chappel Brothers），一間製作罐頭狗糧的公司。由於缺乏競爭，這公司很快便壟斷了市場。回國後，他建立了本叔叔的飯和寶路（Pedigree）兩個品牌。1940年，他與布魯斯·穆里（Bruce Murrie）合作研製M&M's巧克力豆。
在他父親過世之後，瑪氏於1964年將他的生意與瑪氏食品合併。瑪氏於1973年退休，瑪氏食品正式由他的三名兒女小福雷斯特、約翰和杰奎琳接管。
退休後住在內華達州亨德森，並於1980年以其母親之名創立埃塞爾M巧克力工廠。埃塞爾M於1988年被瑪氏食品收購。
他臨終前坐擁40億美元資產，據福布斯雜誌統計，為當時美國排名第30的富豪。他的兒子小福雷斯特和約翰分別排名29和31。
瑪氏於1984年入選青年成就美國商業名人堂。

## 伸延閱讀
- Brenner, Joel Glenn (1999). The Emperors of Chocolate. Random House. ISBN 0-679-42190-4.
- Cadbury, Deborah (2010). Chocolate Wars. Harper Collins. ISBN 978-0-00-732555-9.